# Ramón Morales
Ramón Morales Higuera (10 d'octubre de 1975) és un exfutbolista mexicà. El seu germà Carlos Adrián Morales també és futbolista.

## Selecció de Mèxic
Va formar part de l'equip mexicà a la Copa del Món de 2002.